# Johann Ernst Basilius Wiedeburg
Johann Ernst Basilius Wiedeburg (24. června 1733 Jena – 1. ledna 1789 tamtéž) byl německý komorní rada, fyzik, astronom a profesor matematiky v Erlangenu a Jeně.
V roce 1754 vznikla na jeho popud v Erlangenu pobočka Deutsche Gesellschaft, která byla později rozšířena na „Institut der Moral und der schönen Wissenschaften“, literární společnost, do které patřila do konce 18. století řada studentů a profesorů místní univerzity. Wiedeburg byl prvním starším „Deutschen Gesellschaft“ v Erlangenu.
V astronomii se zabýval především souhvězdími, polární září a slunečními skvrnami.
V roce 1784 byla pro něj zřízena observatoř v Liščí věži.

## Dílo (výběr)
- Beobachtungen und Muthmasungen über die Nordlichter, Jena, ca. 1770
- Von den Sternbilden und den Hülfsmitteln sie kennen zu lernen
- Einleitung in die Physisch=Mathematische Kosmologie, Jena, 1776
- Über die Erdbeben und den allgemeinen Nebel von 1783, Jena, 1784
- Beschreibung der Stadt Jena nach ihrer topographisch-politisch und akademischen Verfassung, Jena, 1784
- Mathematik für Aerzte (dokončil Johann Ernst Basil), 1792